# Thermaltake
Thermaltake Technology Co. Ltd. wurde im Jahre 1999 in Taiwan gegründet. Das Unternehmen entwickelt, produziert und vertreibt weltweit Kühlungslösungen (Prozessorkühler), Netzteile sowie Gehäuse für Personal Computer.

## Struktur
Die Unternehmenszentrale befindet sich in Shen Keng Hsiang im Taipei County in Taiwan, die Produktion befindet sich in Guangdong in der Volksrepublik China. Die Europazentrale befindet sich in Norderstedt bei Hamburg, weitere Niederlassungen befinden sich in den Vereinigten Staaten, Japan, China und Australien.

## Produkte (Auswahl)

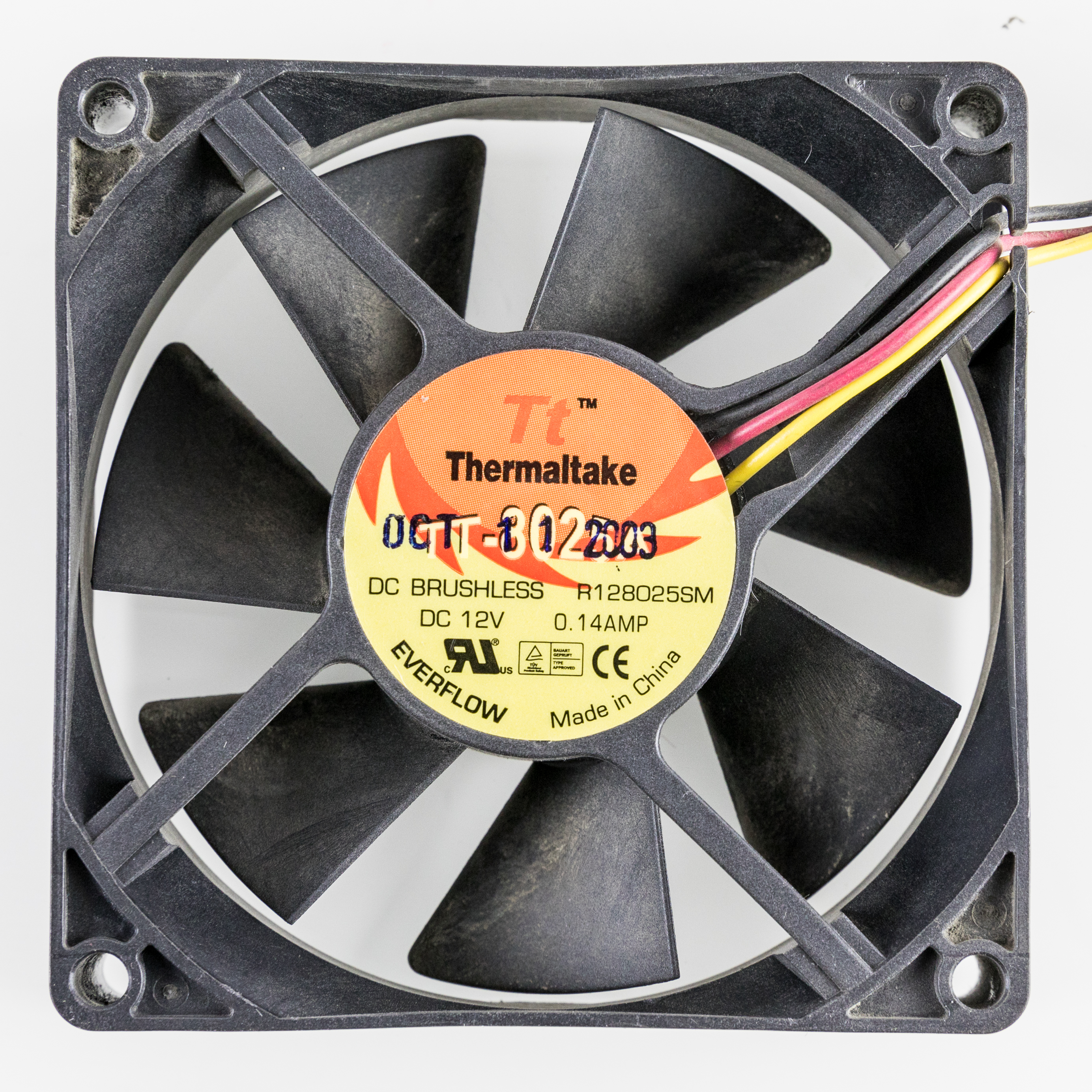
Lüfter Thermaltake TT-8025A

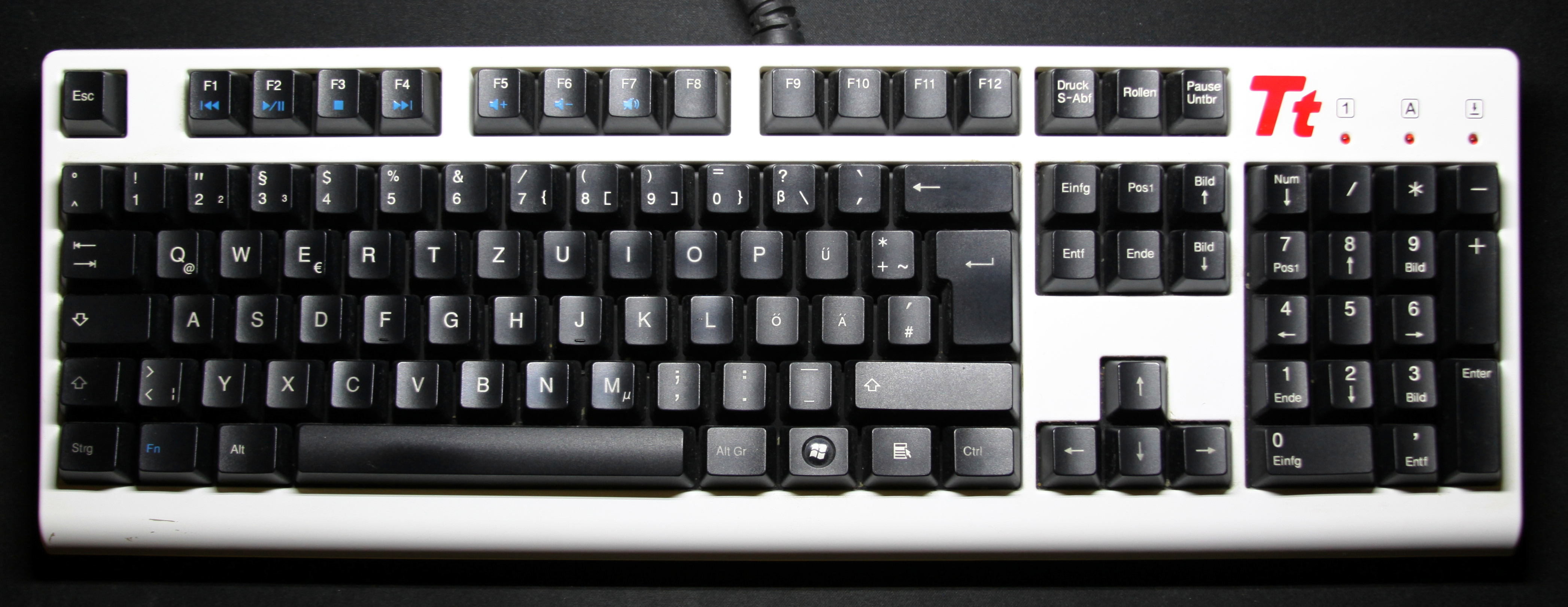
Gaming-Tastatur Tt eSports Meka G1 mit Cherry-MX-Tastern

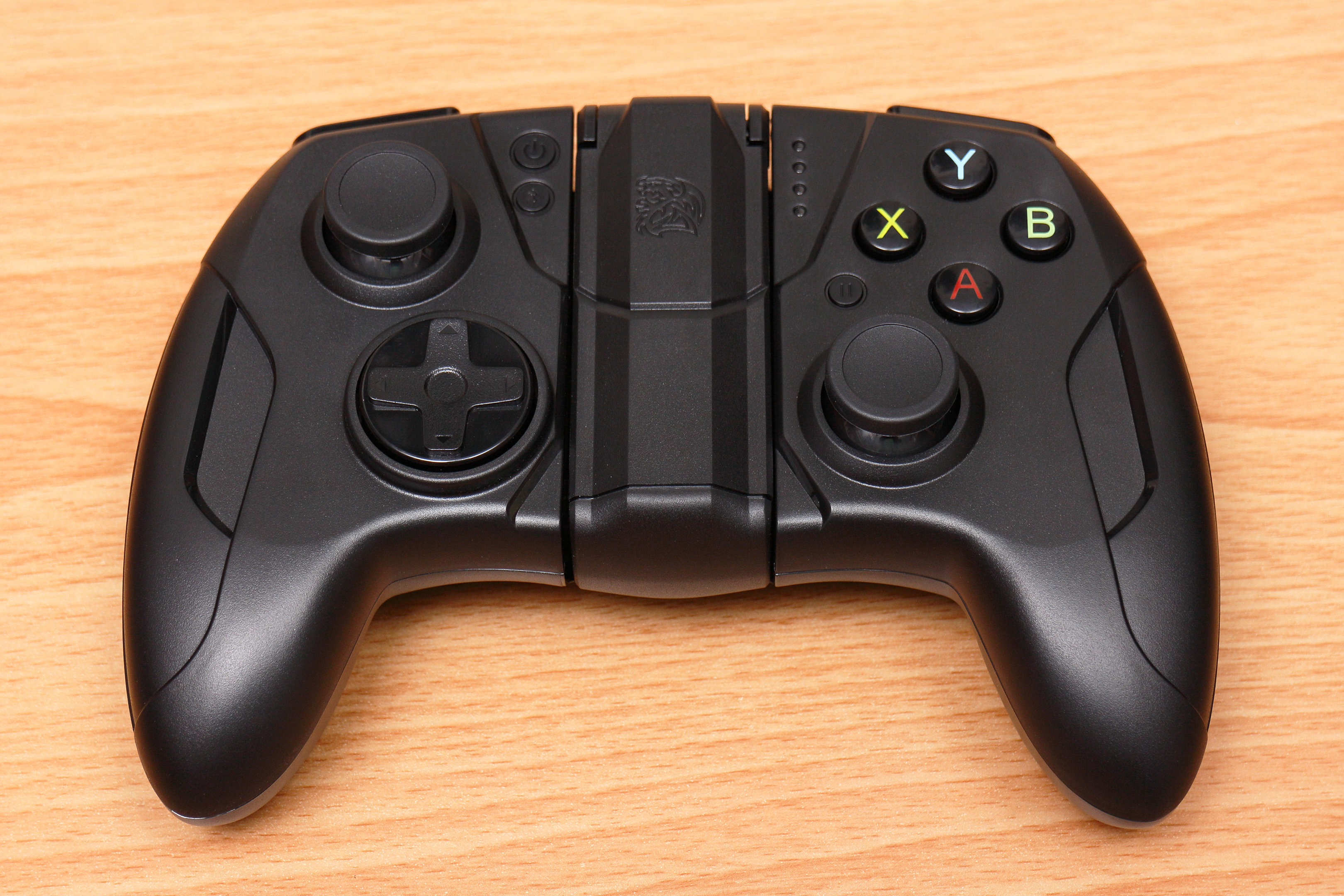
Gamepad Tt eSports Contour

Bei den Prozessorkühlern aus der Reihe Orb handelt es sich um eine Produktfamilie, die speziell für Nutzer von Computerspielen sowie diejenigen Anwender vorgesehen ist, die ihre CPU- und Grafikkarten übertakten wollen (Overclocker).
Während die Prozessor-Kühler sich zum Hauptgeschäftsbereich entwickelten und beträchtliche Wachstumsraten aufwiesen, widmete sich Thermaltake zusätzlich auch der Entwicklung von PC-Gehäusen. Neben der bekannten Marke Orb für die Prozessorkühler wurde auch der Vertrieb von farblich auffallenden und aus Aluminium gefertigten Computergehäusen, zunächst unter der Marke Xaser, aufgenommen. Die Gehäuse können mit angepasstem Zubehör für die Abfuhr der im Gehäuse anfallenden Wärme ausgestattet werden.
Auch Gehäuse mit Seitenfenstern aus Kunststoff werden von dem Unternehmen angeboten. Im Jahr 2002 erweiterte Thermaltake sein Produktportfolio um Netzteile der Purepower-Serie.

## Forschung und Entwicklung
Das Unternehmen betreibt Forschung und Entwicklung im Bereich der Personal Computer, insbesondere zur Stromversorgung, zur Überwachung und Abführung der im Computer entstehenden Abwärme durch Luft und flüssige Kühlmittel. Darüber hinaus werden auch die PC-Gehäuse weiterentwickelt. Das mit diesen Aufgaben befasste R&D-Team umfasst etwa 60 Ingenieure und IT-Experten.